# Lupupafälle
Die Lupupafälle des Mukubwe, eines Zuflusses des Mweru-Wantipa-Sees, liegen in der Nordprovinz von Sambia. 

## Beschreibung
Die kleinen aber hohen Fälle stürzen in eine Schlucht mit Pool. Sie liegen etwa 40 Kilometer von Mporokoso entfernt. 